# Leffrinckoucke

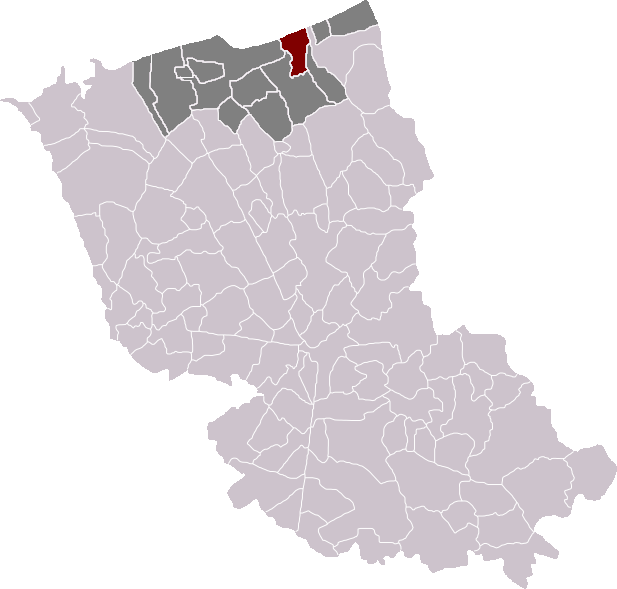
Localització de Leffrinckoucke

Leffrinckoucke (en neerlandès Leffrinkhoeke) és un municipi francès, situat a la regió dels Alts de França, al departament del Nord, que forma part de la Westhoek. L'any 2006 tenia 4.571 habitants. Limita a l'oest amb Dunkerque i Teteghem, a l'est amb Zuydcoote i Uxem.

## Demografia
| 1962                                       | 1968  | 1975  | 1982  | 1990  | 1999  | 2006  |
| ------------------------------------------ | ----- | ----- | ----- | ----- | ----- | ----- |
| 2 509                                      | 3 192 | 5 307 | 5 244 | 4 641 | 4 949 | 4 571 |
| Des de 1962: població sense dobles comptes |       |       |       |       |       |       |

## Administració
| Període   | Identitat          | Partit    |
| --------- | ------------------ | --------- |
| 1965-1989 | Alphonse Le Floch  |           |
| 1989-2001 | Raymond Dubois     |           |
| 2001-     | Bernard Weisbecker | Les Verts |

## Personatges il·lustres
- Michel Hidalgo, seleccionador nacional francès en la dècada del 1980.